# Gottfried Weimann
Gottfried Weimann (* 16. September 1907 in Falkenstein/Vogtl.; † 13. März 1990 in Bayreuth) war ein deutscher Leichtathlet, der in den 1930er Jahren als Speerwerfer aktiv war. Der für den SC Wacker Leipzig startende fünffache deutsche Meister nahm an zwei Olympischen Spielen teil. 
- 1932 in Los Angeles wurde er mit 68,18 m Vierter hinter dem Drittplatzierten Eino Penttilä, dessen weitester Wurf bei 68,70 m landete. Folgender Vergleich der fünf besten Weiten beider Athleten zeigt die klare Überlegenheit des Finnen:
  - Weimann: 68,18 m (1. Versuch) – 65,24 (6.) – 61,45 (5.) – 61,19 (4.) – 60,42 (3.)
  - Penttilä: 68,70 m (5.) – 66,86 (6.) – 65,40 (4.) – 64,28 (3.) – 64,13 (2.)
- Bei den Spielen 1936 in Berlin kam er nur auf bescheidene 63,58 m. Damit verpasste er das Finale deutlich, denn der Sechstplatzierte der Qualifikation, der US-Amerikaner Alton Terry, hatte 67,15 m geworfen. Weimann beendete den Wettkampf auf Platz neun. Dass er weit unter seinen Möglichkeiten blieb, beweisen die im gleichen Jahr (1936) geworfenen 72,24 m.
- Auch bei den einzigen Europameisterschaften, an denen er teilnahm, zeigte er sich nicht in Topform. Nach Würfen von 73,40 m (1933) und 70,29 m (1934) hätte man in Turin mehr von ihm erwartet als Platz 6 mit 65,69 m. Für die Bronzemedaille, die an den Esten Gustav Sule (69,31 m) ging, hätte er mehr als 3,50 Meter weiter werfen müssen.

Bei den Europameisterschaften 1938 in Paris war er nicht mehr am Start. 
Gottfried Weimann beteiligte sich zweimal an den Internationalen Universitätsspielen, dem Vorläufer der Universiade. Er gewann zwei Bronzemedaillen:
- 1930 in Darmstadt (64,24 m)
- 1933 in Turin (64,02 m)

Platzierungen bei deutschen Meisterschaften
| Jahr | 1929    | 1930    | 1931    | 1932    | 1933    | 1934    | 1935    | 1936    | 1937    |
|      | Zweiter | Zweiter | Dritter | Meister | Meister | Meister | Meister | Meister | Dritter |

Von 1933 bis 1937 hieß der Zweitplatzierte jeweils Gerhard Stöck, der nur 1938 den Titel gewinnen konnte.
Gottfried Weimann warf insgesamt sieben deutsche Rekorde, zuletzt am 27. August 1933 mit 73,40 m. Diese Leistung wurde zwei Jahre später von Gerhard Stöck auf 73,96 m verbessert.
Weimann promovierte 1935 an der Handelshochschule in Leipzig zum Dr. rer. oec. Ab 1950 lebte er in Bayreuth, wo er lange Jahre Mitglied des Sportkuratoriums war. Ferner war er aktives Mitglied des Bayreuther Verbands in der Deutschen Olympischen Gesellschaft.